# 安藤陳武
安藤 陳武（あんどう のぶたけ）は、江戸時代前期から中期にかけての紀伊国田辺藩6代藩主。官位は従五位下・帯刀。

## 略歴
元禄元年（1688年）、4代藩主・安藤直清の四男として誕生した。元禄12年12月（1700年）、兄で先代当主の直名の隠居により、その跡を継いだ。
享保2年（1717年）10月7日に死去し、跡を長男の陳定が継いだ。

## 系譜
- 父：安藤直清（1633年 - 1692年）
- 母：不詳
- 養父：安藤直名（1680年 - 1708年）
- 正室：なし
- 生母不明の子女
  - 長男：安藤陳定（1717年 - 1725年）
  - 女子：安藤直規正室
  - 女子：久野俊純正室
  - 女子：水野正真室